# Callyspongia monilata
Callyspongia monilata är en svampdjursart som först beskrevs av Ridley 1884.  Callyspongia monilata ingår i släktet Callyspongia och familjen Callyspongiidae. Inga underarter finns listade i Catalogue of Life.